# Хентаи
Хентаи (јап. 変態, へんたい [], метаморфоза, абнормалност, сексуална перверзија) је јапанска реч која на западу означава експлицитан сексуални порнографски садржај у стриповима или анимацијама, поготову оним који су пореклом из Јапана попут анимеа, манге или видео-игре. Блажа верзија хентаиа, која није експлицитна већ просто еротска је ечи. У Јапану, сексуално експлицитан садржај се зове 18-кин (18+; забрана за малолетнике) или сеиџин (за одрасле). У јапанском сленгу хентаи значи „перверзњак“ или „чудак“. Постоје облици екстремитета приказани у хентаиу, као што су силовање, тентакли (чудовишта с пипцима) и други фетиши. Такође постоје и аниме и манге које само садрже хентаи елементе као што су јаои и јури, а да им то није главни мотив, иако постоје и такви случајеви.